# Superliga de Nueva Caledonia 2018
La Superliga de Nueva Caledonia 2018 fue la edición número 45 de la Superliga de Nueva Caledonia. La temporada comenzó el 7 de abril y culminó el 3 de noviembre. El AS Magenta se proclamó campeón obteniendo su décimo título en su historia.

## Formato
Los 12 equipos participantes jugarán entre sí todos contra todos dos veces totalizando 22 partidos cada uno; al término de las 22 fechas los dos primeros clasificados obtendrán un cupo para la Liga de Campeones de la OFC 2019, mientras que los 3 último clasificados descenderán a la Segunda División de Nueva Caledonia 2019, además el penúltimo clasificado jugará el play-off de relegación  contra el subcampeón de la Segunda División.

## Equipos participantes
| Pos.   | Equipo           | Ciudad    | Estadio            | Capacidad |
| ------ | ---------------- | --------- | ------------------ | --------- |
| 1      | Hienghène Sport  | Hienghène | Stade de Hienghène | 2000      |
| 2      | AS Magenta       | Numea     | Numa-Daly Magenta  | 9600      |
| 3      | AS Lössi         | Numea     | Numa-Daly Magenta  | 9600      |
| 4      | AS Tiga Sport    | Numea     | Numa-Daly Magenta  | 9600      |
| 5      | AS Mont-Dore     | Numea     | Numa-Daly Magenta  | 9600      |
| 6      | SC Ne Drehu      | We        | Stade de Hnassé    | 1000      |
| 7      | Horizon Patho    | La Roche  | Stade La Roche     | 1000      |
| 8      | AS Wetr          | Numea     | Numa-Daly Magenta  | 9600      |
| 9      | AGJP             | Numea     | Numa-Daly Magenta  | 9600      |
| 10     | RC Poindimié     | Hienghène | Stade Yoshida      | 2000      |
| 1 (SD) | Trio Kédeigne FC | We        | Stade de Hnassé    | 1000      |
| 2 (SD) | Thio Sport       | Numea     | Numa-Daly Magenta  | 9600      |

### Ascensos y descensos
| Pos. | Ascendidos de la Segunda División 2017 |
| ---- | -------------------------------------- |
| 1    | Trio Kédeigne FC                       |
| 2    | Thio Sport                             |

| Pos. | Descendidos de la Superliga 2017 |
| ---- | -------------------------------- |
| 11   | FC Belep                         |
| 12   | JS Baco                          |

## Tabla de posiciones
Actualizado el 20 de junio de 2018.
| Pos. | Equipo               | PJ | PG | PE | PP | GF | GC | DG  | Pts. | Clasificado a                              |
| ---- | -------------------- | -- | -- | -- | -- | -- | -- | --- | ---- | ------------------------------------------ |
| 1    | AS Magenta (C)       | 22 | 17 | 4  | 1  | 63 | 27 | +36 | 77   | Campeón y Liga de Campeones de la OFC 2019 |
| 2    | Hienghène Sport (a)  | 22 | 15 | 1  | 6  | 56 | 29 | +27 | 64   | Liga de Campeones de la OFC 2019           |
| 3    | AS Mont-Dore         | 22 | 12 | 5  | 5  | 31 | 24 | +7  | 63   |                                            |
| 4    | SC Ne Drehu          | 22 | 11 | 6  | 5  | 46 | 28 | +18 | 61   |                                            |
| 5    | AS Tiga Sport (b)    | 22 | 14 | 1  | 7  | 52 | 29 | +23 | 59   |                                            |
| 6    | AS Lössi (b)         | 22 | 10 | 7  | 5  | 48 | 30 | +18 | 53   |                                            |
| 7    | Trio Kédeigne FC (b) | 22 | 7  | 3  | 12 | 33 | 44 | -11 | 40   |                                            |
| 8    | AS Wetr (b)          | 22 | 7  | 2  | 13 | 32 | 34 | -2  | 39   |                                            |
| 9    | Horizon Patho (c)    | 22 | 6  | 6  | 10 | 40 | 32 | +8  | 37   | Play-off de relegación                     |
| 10   | Thio Sport (b)       | 22 | 5  | 4  | 13 | 23 | 50 | -27 | 35   | Segunda División 2019                      |
| 11   | RC Poindimié (c)     | 22 | 5  | 3  | 14 | 44 | 72 | -28 | 31   | Segunda División 2019                      |
| 12   | AGJP (b)             | 22 | 1  | 2  | 19 | 24 | 93 | -67 | 21   | Segunda División 2019                      |

(a) Se le quitaron 4 puntos 
 (b) Se le quitaron 6 puntos 
 (c) Se le quitaron 9 puntos